# 瓦房店神社
瓦房店神社是曾存在于瓦房店满铁附属地的日本神社。祭神为天照大神、大国主神。
瓦房店神社由满铁职员横田多喜助（兼任氏子总代）发起建设。:574瓦房店神社设立于1912年9月6日，最初位于附属地的旭公园:308中（东区第10区第10号:1008，今东山公园:189），1926年迁移到瓦房店站守备队东北方的山丘（东区旭村2番地）:16-2。
神社具有神殿、鸟居、手水舍、社务所、玉垣等。1912年设立时，拜殿造价2,700日元，社务所造价1,500日元，境内面积1,923坪。:150例祭为6月4日和10月4日。:5741919年时有神官1名（兼管熊岳城神社），信奉者420人。:1501928年时信奉者605人。:106

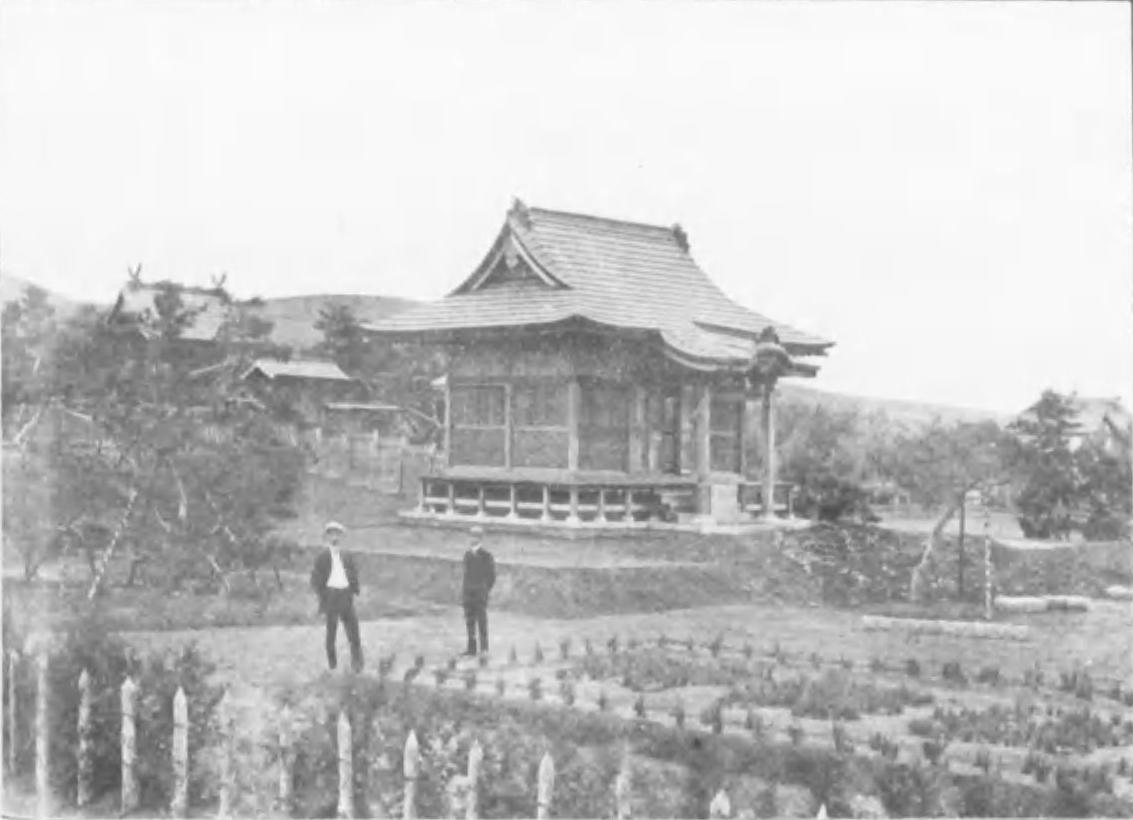
1914年时的瓦房店神社社殿
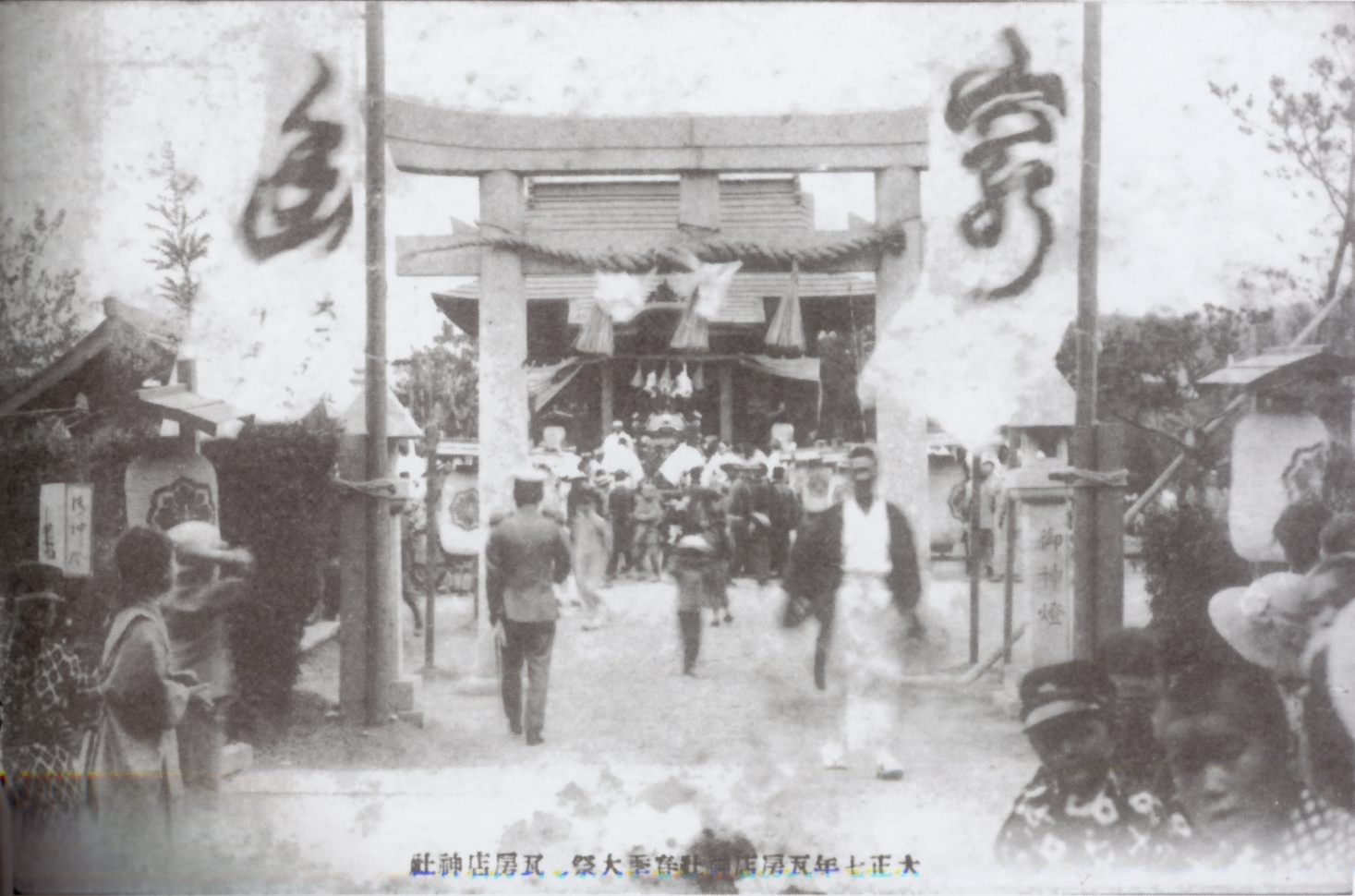
1918年的瓦房店神社春祭
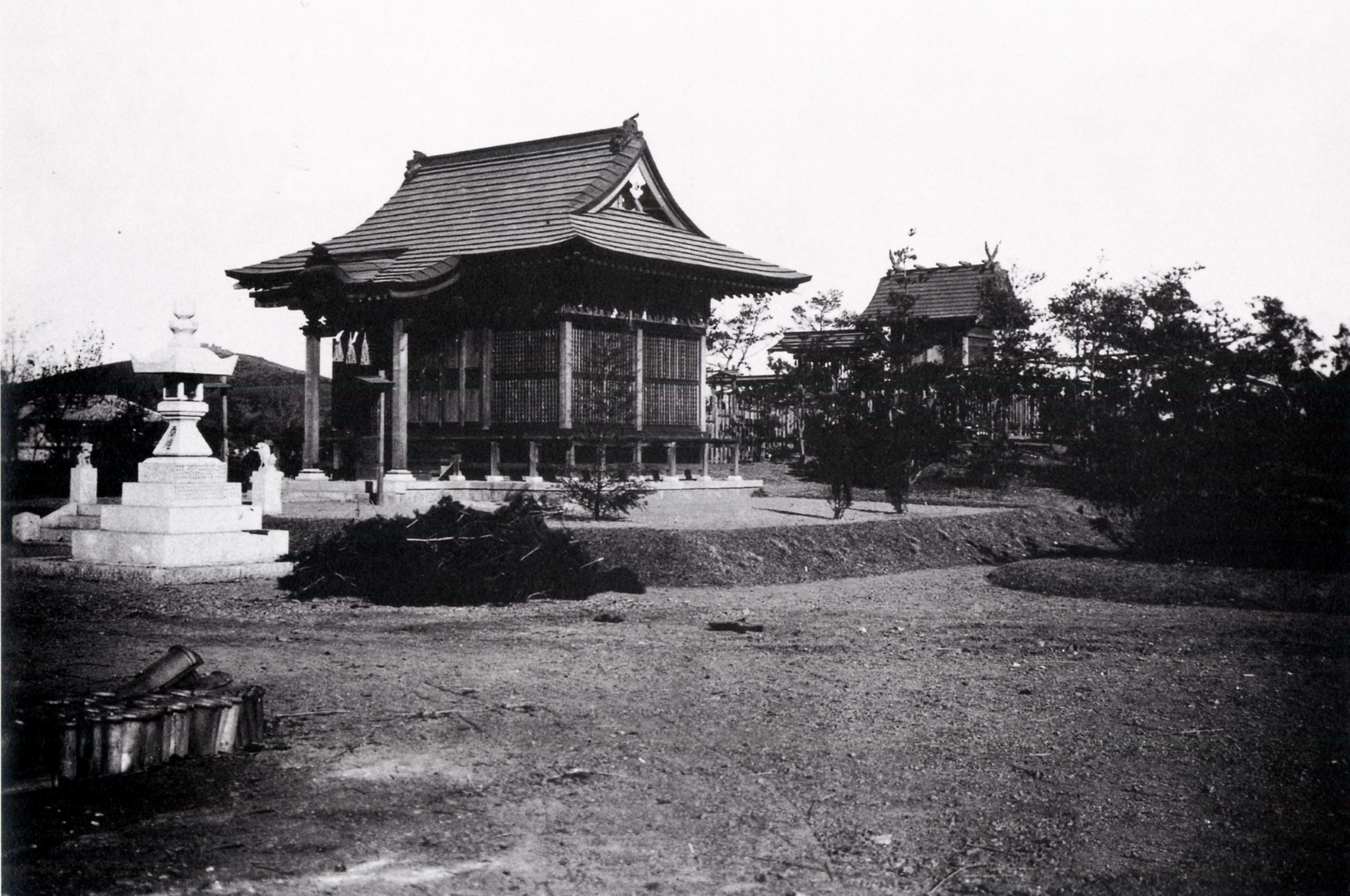
山丘时期的瓦房店神社拜殿和本殿